# Neocompsa magnifica
Neocompsa magnifica là một loài bọ cánh cứng trong họ Cerambycidae.